# Чарлз Петро
Чарлз Петро (англ. Charles Petro; нар. 8 лютого 2001, Блантайр) — малавійський футболіст, захисник румунського клубу «Ботошані» та національної збірної Малаві. Відомий також за виступами у складі тираспольського клубу «Шериф», у складі якого став чемпіоном Молдови.

## Клубна кар'єра
Чарлз Петро розпочав виступи в дорослому футболі в 2017 році виступами за нижчоліговий клуб «Прем'єрБет Віззардс», в якому провів один сезон. З 2018 року Петро став гравцем клубу малавійської Прем'єр-ліги «Біг Буллетс». Перший рік молодий футболіст виступав у резервній команді клубу, а з 2019 року в основному складі клубу.
У 2020 році Чарлз Петро став гравцем клубу «Шериф», у складі якого двічі поспіль став чемпіоном Молдови. У складі тираспольського клубу грав до кінця 2022 року. З початку 2023 року малавійський футболіст грає в румунському клубі «Ботошані».

## Виступи за збірну
У 2019 році Чарлз Петро дебютував в офіційних матчах у складі національної збірної Малаві. У складі збірної брав участь у відбіркових турнірах до чемпіонату світу та Кубка африканських націй, а також у Кубку КЕСАФА. Загалом станом на початок квітня 2021 року зіграв у складі збірної 17 матчів.
| Дата       | Місто        | Господарі         | Результат               | Гості               | Турнір                                  | Голи | Примітки |
| ---------- | ------------ | ----------------- | ----------------------- | ------------------- | --------------------------------------- | ---- | -------- |
| 20-4-2019  | Манзіні      | Есватіні          | 0 – 0                   | Малаві              | Кваліфікація до КАН                     | -    | 38'      |
| 11-5-2019  | Блантайр     | Малаві            | 1 – 1                   | Есватіні            | Кваліфікація до КАН                     | -    |          |
| 26-5-2019  | Дурбан       | Малаві            | 3 – 0                   | Сейшельські Острови | Кубок КЕСАФА                            | -    |          |
| 28-5-2019  | Дурбан       | Намібія           | 1 – 2                   | Малаві              | Кубок КЕСАФА                            | -    |          |
| 2-6-2019   | Дурбан       | Замбія            | 2 – 2 д.ч. (4 - 2 п.п.) | Малаві              | Кубок КЕСАФА                            | -    | 87'      |
| 4-6-2019   | Дурбан       | Коморські Острови | 1 – 2                   | Малаві              | Кубок КЕСАФА                            | -    |          |
| 7-6-2019   | Дурбан       | ПАР               | 0 – 0 д.ч. (5 - 4 п.п.) | Малаві              | Кубок КЕСАФА                            | -    |          |
| 7-9-2019   | Франсистаун  | Ботсвана          | 0 – 0                   | Малаві              | Відбір до ЧС 2022                       | -    |          |
| 10-9-2019  | Блантайр     | Малаві            | 1 – 0                   | Ботсвана            | Відбір до ЧС 2022                       | -    |          |
| 13-10-2019 | Масеру       | Лесото            | 1 – 1                   | Малаві              | товариський матч                        | -    |          |
| 7-10-2020  | Лусака       | Замбія            | 1 – 0                   | Малаві              | товариський матч                        | -    |          |
| 11-10-2020 | Блантайр     | Малаві            | 0 – 0                   | Зімбабве            | товариський матч                        | -    |          |
| 12-11-2020 | Уагадугу     | Буркіна-Фасо      | 3 – 1                   | Малаві              | Відбір до Кубка африканських націй 2021 | -    | 89'      |
| 16-11-2020 | Блантайр     | Малаві            | 0 – 0                   | Буркіна-Фасо        | Відбір до Кубка африканських націй 2021 | -    | 81'      |
| 24-3-2021  | Омдурман     | Південний Судан   | 0 – 1                   | Малаві              | Відбір до Кубка африканських націй 2021 | -    |          |
| 27-3-2021  | Блантайр     | Малаві            | 1 – 0                   | Уганда              | Відбір до Кубка африканських націй 2021 | -    |          |
| 13-6-2021  | Дар-ес-Салам | Танзанія          | 2 – 0                   | Малаві              | товариський матч                        | -    |          |
| Усього     |              | Матчів            | 17                      |                     | Голів                                   | 0    |          |

## Титули і досягнення
- Чемпіон Молдови (2):

«Шериф»: 2020-21, 2021-22
- Володар Кубка Молдови (1):

«Шериф»: 2021-22